# Говзман, Григорий Маркович
Григорий Маркович Говзман (1905 — 1965) — директор Черниговской фабрике музыкальных инструментов, член областного комитета КПСС, депутат горсовета, депутат Черниговского областного совета трудящихся, гвардии полковник.

## Биография
Родился в еврейской семье. С 17 лет работал кочегаром на электростанции, затем упаковщиком на стекольном заводе. 
С 1926 служит в органах государственной безопасности. 
В 1938 стал директором Черниговской фабрики музыкальных инструментов. 
В мае 1941 призван на военные сборы, в 187-й стрелковый полк, расположенный вблизи Чернигова, там он застал начало войны и отправился на фронт. Прошёл всю войну, получил два ранения и одну контузию.
Окончил Киевский институт хозяйственников народного комиссариата местной промышленности УССР. 
В январе 1946 демобилизовался, вернулся на разрушенную во время оккупации фабрику.
7 ноября 1965 умер, провести в последний путь Григория Марковича пришёл весь город, приехали представители всех музыкальных фабрик СССР, а генерал-полковник А. И. Родимцев прервал военные учения. Колонна людей, которые несли венки, протянулась от гостиницы «Украина» до Красной площади, движение автомобильного транспорта было приостановлено.